# Harro Tiedgen
Harro Tiedgen (* 30. Juli 1925 in Elmshorn; † 27. Juli 1986 in Rosengarten) war ein Brigadegeneral des Heeres der Bundeswehr.

## Leben
Tiedgen, Sohn eines Automonteurs, trat nach dem Abitur am 1. Juli 1943 als Offizieranwärter bei der 5. Kompanie des Ausbildungsbataillons (Offizieranwärter) in Oschatz in die Luftwaffe der Wehrmacht ein. Im September 1943 begann seine Flugausbildung zum Flugzeugführer an der Luftkriegsschule 5 in Breslau, im Jagdgeschwader 104 und in den Nahaufklärungsgeschwadern 102 und 101. Ab Januar 1945 war er Flugzeugführer und Beobachter/Jagdaufklärer mit der Messerschmitt Bf 109 in der 2. Staffel der Nahaufklärungsgruppe 8 an der Oderfront. Am 20. April 1945 wurde er zum Leutnant befördert und geriet im Mai 1945 in britische Kriegsgefangenschaft, aus der er im September 1945 entlassen wurde.
Von September bis Dezember 1945 war Tiedgen zunächst als Arbeiter beim Bauunternehmen Sölter & Kurzhals in Elmshorn beschäftigt. Im Dezember 1945 begann er ein Studium der Rechtswissenschaft an der Christian-Albrechts-Universität zu Kiel, das er am 21. November 1949 mit der ersten juristischen Prüfung abschloss. Es folgte das Rechtsreferendariat und am 23. Juli 1954 die zweite Staatsprüfung. Von Mai 1955 bis September 1958 war er als Assessor, später Regierungsrat, beim Rechtsamt der Finanzbehörde der Stadt Hamburg tätig und promovierte am 28. Januar 1958 mit einer Dissertation zum Thema Die uneidliche falsche Zeugenaussage zugunsten des Beschuldigten als Begünstigung  zum Doktor der Rechte.
Am 16. Oktober 1958 trat Tiedgen im Dienstgrad eines Hauptmanns in die Bundeswehr ein und wurde beim Heeresfliegerkommando 801 in Koblenz-Pfaffendorf zum Hubschrauberpiloten ausgebildet. Ab September 1959 war er Einsatzoffizier und Staffelkapitän in der Heeresfliegertransportstaffel (Sanität) 855, wurde 1961 Major und im November 1962 Bataillonskommandeur des Heeresfliegerbataillons 6 der 6. Panzergrenadierdivision in Itzehoe, wo er zum Oberstleutnant befördert wurde. Ab Oktober 1965 war er Inspektionschef, ab 8. März 1966 stellvertretender Kommandeur der Heeresfliegerwaffenschule und Lehrgruppenkommandeur der Lehrgruppe A in Bückeburg, ab Oktober 1969 Chef des Stabes beim Inspizienten der Heeresfliegertruppe im Truppenamt (später Heeresamt) in Köln. Im April 1973 wurde er Kommandeur des Heeresfliegerkommandos 2 in Laupheim.
Im Oktober 1975 übernahm Tiedgen die Führung der Luftlandebrigade 25 in Calw als Brigadekommandeur. Im Oktober 1977 wurde er Inspizient der Heeresfliegertruppe im Heeresamt in Köln. Im April 1979 wurde diese Funktion in General der Heeresfliegertruppe umbenannt, in Personalunion vom Abteilungsleiter VII übernommen und Tiedgen am 14. Mai 1979 zum Brigadegeneral ernannt. Am 30. September 1985 wurde er in den Ruhestand versetzt.
Tiedgen war evangelisch, verheiratet und hatte zwei Kinder.

## Auszeichnungen
- Eisernes Kreuz II. Klasse (1945)
- Frontflugspange für Aufklärer in Bronze (1945)
- Verdienstkreuz 1. Klasse des Verdienstordens der Bundesrepublik Deutschland (1973)